# غالينا فوسكوبويفا

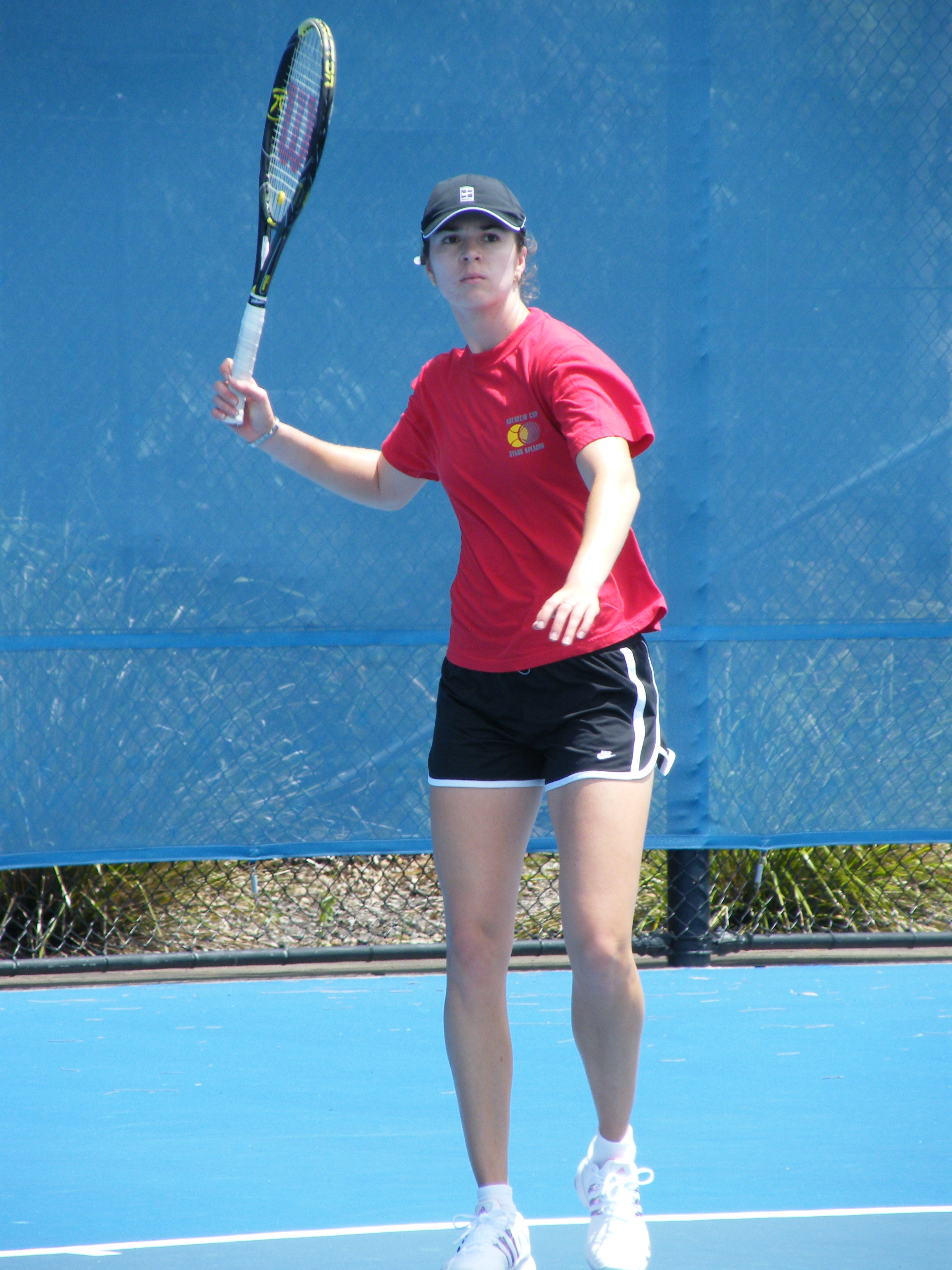
غالينا فوسكوبويفا

غالينا فوسكوبويفا (الروسية: Галина Олеговна Воскобоева) من مواليد 18 ديسمبر 1984 في موسكو (روسيا) هي لاعبة كرة مضرب محترفة روسية. في عام 2008، تحصلت على الجنسية الكازاخية.
إلى حد الساعة، فازت بخمسة ألقاب في رابطة محترفات كرة المضرب.

## روابط خارجية
- غالينا فوسكوبويفا على موقع رابطة محترفات التنس (الإنجليزية)
- غالينا فوسكوبويفا على موقع الاتحاد الدولي لكرة المضرب (الإنجليزية)
- غالينا فوسكوبويفا على موقع كأس بيلي جين كينغ (الإنجليزية)
- غالينا فوسكوبويفا على موقع بطولة ويمبلدون (الإنجليزية)
- غالينا فوسكوبويفا على موقع خلاصة التنس.كوم (الإنجليزية)
- غالينا فوسكوبويفا على موقع إي إس بي إن.كوم (الإنجليزية)
- غالينا فوسكوبويفا على موقع اللجنة الأولمبية الدولية (الإنجليزية)
- غالينا فوسكوبويفا على موقع أوليمبيديا (الإنجليزية)